# Emma Fattorini
Emma Fattorini (Cervia, 13 maggio 1952) è una politica, storica e scrittrice italiana.
È studiosa di storia della Chiesa contemporanea, della religiosità nelle società post-moderne e del culto mariano. Vive a Roma, dove dal 2000 è ordinario di Storia contemporanea all'Università La Sapienza. 
Dal 2013 al 2018 è stata Senatrice della Repubblica Italiana.

## Biografia

### Attività accademica
Si è laureata in filosofia morale all'Università di Firenze e ha perfezionato i suoi studi alla Libera Università di Berlino e alla Ludwig-Maximilians Universität di Monaco di Baviera tra 1978 e 1980, dove poi ha proseguito la ricerca.
Dal 1984 ha insegnato presso il Dipartimento di Storia medioevale e moderna della Facoltà di Lettere e Filosofia dell'Università di Bari e dal 1986 presso il Dipartimento di Studi storici dal Medio Evo all'età Contemporanea della Università di Roma “La Sapienza”. Negli anni ottanta e novanta ha collaborato con istituti universitari tedeschi e francesi sui rapporti della Santa Sede con la Francia e la Germania tra le due guerre mondiali, concentrandosi sullo studio dei cattolicesimi europei e in particolare su quello tedesco: il Kulturkampf, il romanticismo religioso ottocentesco e il partito del Zentrum.
Ha condotto ricerche di storia politico-diplomatica presso l'Archivio Segreto Vaticano sul nuovo ruolo che la Santa Sede, all'indomani della Prima Guerra mondiale, viene assumendo nello scenario internazionale, pubblicando i rapporti inediti del nunzio Eugenio Pacelli in Germania, una documentazione che sarà al centro delle polemiche internazionali sui silenzi di Pio XII nei confronti del nazismo.
Il suo libro Pio XI, Hitler e Mussolini (2007), ora tradotto in tedesco e in inglese,
è stato la prima ricerca fondata sugli Archivi Segreti vaticani dopo l'apertura della documentazione relativa al periodo 1922-1939 ed è stato al centro di vaste polemiche internazionali sulla posizione del Vaticano nei totalitarismi novecenteschi.
È tra le fondatrici della Società italiana delle storiche. Ha studiato la religiosità femminile, il primo associazionismo femminile e le forme di culto più vicine alle donne, coordinando gruppi di ricerca nazionali e internazionali sull'argomento.

### Altre attività
Si è impegnata fin dagli anni settanta per il rinnovamento spirituale della Chiesa cattolica, praticando nei movimenti religiosi e collaborando a riviste cattoliche, ma anche occupandosi dell'argomento sulle maggiori testate giornalistiche nazionali e internazionali.
Fece parte del Comitato nazionale di bioetica e fa parte dei Consigli scientifici dell'Istituto Treccani, dell'Istituto Luigi Sturzo
e del premio Pirovano.

### L'impegno politico
Alle elezioni politiche del 2013 per la XVII Legislatura repubblicana è stata eletta al Senato della Repubblica per il Partito Democratico nella circoscrizione Basilicata. Termina il proprio mandato parlamentare nel 2018.
Nell'autunno del 2019 partecipa alla fondazione di Azione di Carlo Calenda, di cui dal febbraio 2022 diventa vice-presidente con delega alla cultura.

## Opere principali
- Il cattolicesimo politico tedesco. Il partito del Zentrum, Il mulino, Bologna 1986
- Germania e Santa Sede. Le Nunziature di Pacelli tra la Grande guerra e la Repubblica di Weimar, Bologna, il Mulino, 1992
- I cattolici tedeschi. Dall'intransigenza alla modernità. 1870-1953, Brescia, Morcelliana, 1997
- Santi, culti, simboli nell'età della secolarizzazione (1815-1915), Rosenberg & Sellier, Torino 1997 (a cura di)
- Immagine e comunicazione del miracolo in età contemporanea, in Santità, culti, agiografia. Temi e prospettive. Atti del I Convegno di studio dell'Associazione italiana per lo studio della santità, dei culti e dell'agiografia. Roma, 24-26 ottobre 1996, a cura di Sofia Boesch Gajano, Viella, Roma 1997, pp. 227–239
- Il culto mariano nell'Otto e Novecento. Simboli e Devozioni. Ipotesi e prospettive di ricerca, Franco Angeli, Milano 1999
- Il vissuto religioso. Le donne, in La nazione cattolica. Chiesa e società in Italia dal 1958 a oggi, a cura di Marco Impagliazzo, Guerini e Associati, Milano 2004, pp. 311–327
- Italia devota. Religiosità e culti tra Otto e Novecento, Carocci, Roma 2012
- Pio XI, Hitler e Mussolini. La solitudine di un papa, Torino, Einaudi 2007 (trad. inglese: Hitler, Mussolini and the Vatican. Pope Pius XI and the speech that was never made, translated by Carl Ipsen, Malden - Polity, Cambridge 2011)
- Umanesimo femminile. Isabella Coghi, un grande medico tra scienza ed etica, Carocci, Roma 2011 (a cura di)